# 默林

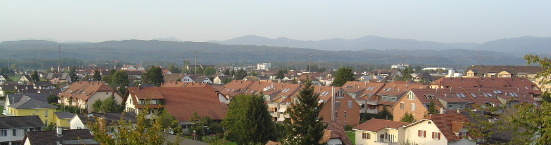

默林（Möhlin）是瑞士的城鎮，位於該國北部，由阿爾高州負責管轄，面積18.79平方公里，海拔高度310米，2012年人口10,260，四成人口信奉羅馬天主教，人口密度每平方公里546人。